# Kreisamt Hachenburg

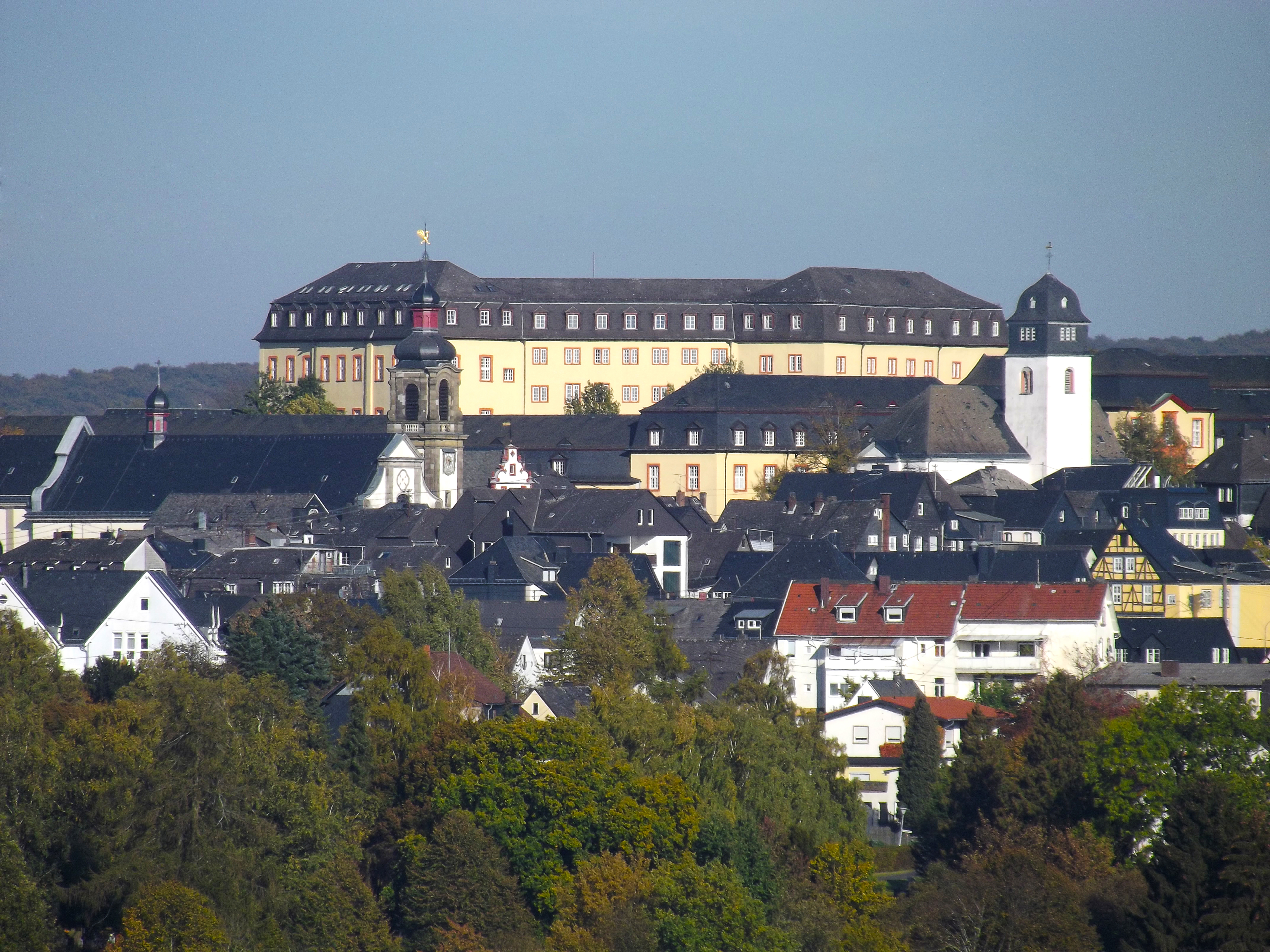
Hachenburger Schloss, Sitz des Kreisamtes

Das Kreisamt Hachenburg (auch Kreis Hachenburg) war 1849 bis 1854 ein Landkreis im Herzogtum Nassau mit Sitz in Hachenburg. 
Nach der Märzrevolution 1848 wurde die Verwaltung neu geordnet. Mit Gesetz vom 4. April 1849 wurden in Nassau Verwaltung und Rechtsprechung auf unterer Ebene getrennt. Die Reform trat zum 1. Juli 1849 in Kraft. Für die Verwaltung wurden 10 Kreisämter gebildet, die Ämter als Justizämter (also Gerichte der ersten Instanz) weitergeführt.
Das Kreisamt Hachenburg wurde aus den bisherigen Ämtern Hachenburg, Marienberg und Selters gebildet und war für die Verwaltungsaufgaben zuständig. Die Rechtsprechung in der untersten Instanz verblieb in den Ämtern, die nun Justizämter genannt wurden. An der Spitze des Kreisamtes stand ein Kreisamtmann (das war die Bezeichnung des Landrats) mit einem Kreissekretär als Vertreter. In Hachenburg wurde Ernst Heinrich Wolff zum Kreisamtmann ernannt. Neben dem ernannten Kreisamtmann wurde erstmals ein gewählter Kreisbezirksrat eingerichtet.
Die Reform wurde jedoch bereits am 1. Oktober 1854 wieder rückgängig gemacht, die Kreise wieder abgeschafft und die vorigen Ämter wiederhergestellt.

## Amtsgebäude
Das Kreisamt hatte seinen Sitz im Schloss Hachenburg.